# Lestica alata
Lestica alata ist ein Hautflügler aus der Familie der Crabronidae. 

## Merkmale
Die Wespe erreicht eine Körperlänge von 9 bis 12 Millimetern (Weibchen) beziehungsweise 8 bis 11 Millimetern (Männchen). Die Weibchen haben ein gleichmäßig erweitertes Pygidialfeld und grob runzelig strukturierte Mesopleuren an den Seiten des Thorax. Die Metatarsen am vorderen Beinpaar sind bei den Männchen verbreitert, ihre Mandibeln sind gelb. Die Weibchen können leicht mit denen von Schmetterlingsjagenden Silbermundwespen (Lestica subterranea) verwechselt werden, besitzen jedoch glänzende und nur schwach punktförmig strukturierte Mesopleuren.

## Vorkommen
Die Art ist vom Norden Spaniens bis nach Nordeuropa auf 61° nördliche Breite sowie in Asien, östlich bis Japan verbreitet. Sie besiedelt temperaturbegünstigte und trockene Sand- und Lößlebensräume. Die Art fliegt in einer Generation von Ende Juni bis Anfang September. Sie ist in Mitteleuropa selten. 

## Lebensweise
Die Weibchen legen ihre Nester häufig gemeinschaftlich im Sand oder Löß an. Sie bestehen aus einem langen, spiralförmigen Hauptgang und haben maximal sieben Zellen. Jede dieser Zellen wird mit vier bis neun Imagines von Kleinschmetterlingen oder Spannern befüllt. Die Weibchen jagen ihre Beute, in dem sie sich im Flug über ihnen auf der Stelle schwebend nach unten stürzen. Die Opfer werden mit den Beinen umklammert und mit einem Stich betäubt. 